# Tycho (muzyk)
Tycho (właśc. Scott Hansen, ur. 1977 w Sacramento, stan Kalifornia) – amerykański instrumentalista i kompozytor, reprezentant amerykańskiego rocka elektronicznego. Jako muzyk używa pseudonimu Tycho, pochodzącego od nazwiska duńskiego astronoma Tycho Brahe, natomiast jako wizualista – ISO50, terminu nawiązującego do czułości filmu fotograficznego Velvia ISO50 firmy Fujifilm. Od 2010 roku nazwę Tycho nosi również jego zespół muzyczny, występujący w składzie: gitarzysta i basista Zac Brown, perkusista Rory O’Connor oraz basista i klawiszowiec Joe Davancens.
Dwukrotnie nominowany do Nagrody Grammy.

## Życiorys i twórczość

### Początki
W dzieciństwie Scott Hansen interesował się sztuką, poświęcając dużo czasu rysunkowi. Sztukę traktował głównie jako hobby, nie widząc w niej przyszłości dla siebie. W 1995 roku opuścił rodzinne Sacramento i wyjechał do San Francisco. Uczęszczał tam do college’u, po czym powrócił do Sacramento. Około 2001 roku zainteresował się komponowaniem muzyki. 19 czerwca 2001 roku uległ wypadkowi, po którym był hospitalizowany, a następnie poddany sześciotygodniowej rehabilitacji w domu. Kilka miesięcy później w klubie Marilyn’s w Sacramento dal swój pierwszy koncert. Skomponował pierwsze utwory, które znalazły się na jego debiutanckiej EP-ce. Na początku 2006 roku przeniósł się do San Francisco, gdzie podjął pracę w firmie zajmującej się między innymi sporządzaniem komputerowych projektów architektonicznych. Po nocach realizował własne pomysły. Po pewnym czasie zrezygnował z pracy i poświęcił się designowi i muzyce. W tej pierwszej dziedzinie wiele zawdzięczał francuskiemu designerowi Arnaudowi Mercierowi studiując jego styl i proces twórczy. To pod wpływem używanego przez niego filmu fotograficznego przyjął pseudonim ISO50. W dziedzinie muzyki natomiast jego mentorem stał się Dusty Brown, muzyk z Sacramento.

### Działalność nagraniowa
Tycho zadebiutował na rynku płytowym w 2002 roku wydaną własnym nakładem EP-ką The Science of Patterns. W 2004 roku pod szyldem wytwórni Gammaphone wydał swój pierwszy album, Sunrise Projector. W roku 2006 wytwórnia Merck wydała jego drugi album, Past Is Prologue, a w 2011 Ghostly International – trzeci album, Dive. Promocji albumu towarzyszyła intensywna trasa koncertowa, w której razem z Tycho wzięli udział dwaj muzycy: Zac Brown (gitara, bas) oraz Rory O'Connor (perkusja). Z ich udziałem artysta postanowił nagrać swój kolejny album, Awake.

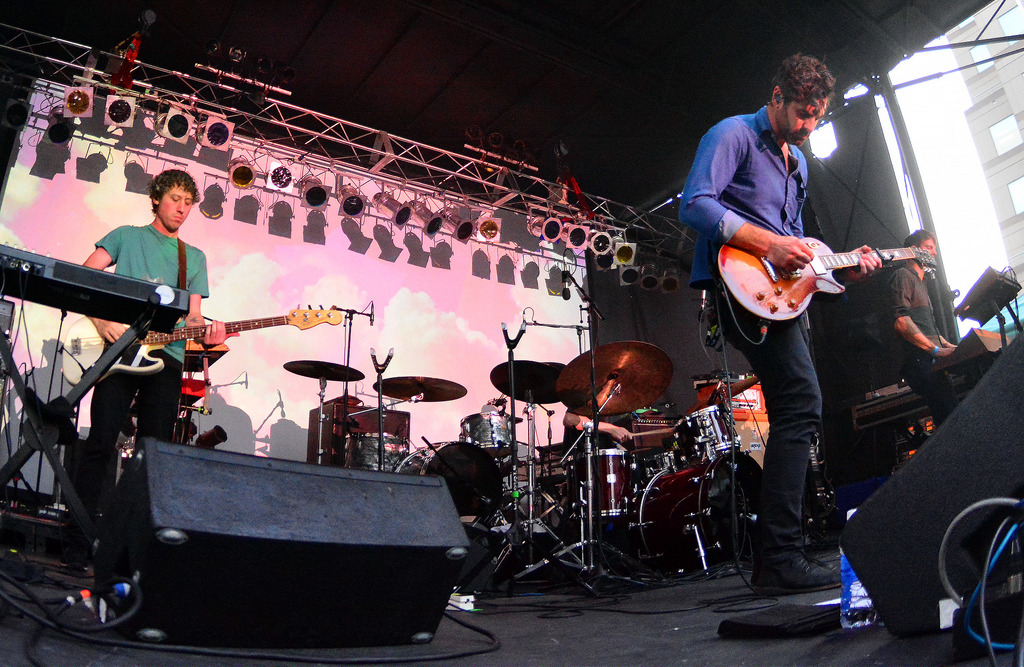
Tycho na Hopscotch Music Festival (2015)

Na początku 2016 roku Tycho, zachęcony powodzeniem albumu Awake (23. miejsce na liście Billboard’s Top 200 w roku 2014) wydał go jako remiks, Awake Remixes. W jego realizacji wzięli udział muzycy wytwórni Ghostly International: Christopher Willits i Beacon oraz muzycy z zewnątrz, jak: RJD2 i Few Nolder.
30 września tego samego roku ukazał się kolejny studyjny album Tycho, Epoch. Jest on ostatnią częścią trylogii, na którą składają się albumy Dive (2011) i Awake (2014). Scott Hansen, lider projektu Tycho nadał mu taki tytuł (pol. Epoka) chcąc w ten sposób podkreślić, iż stanowi on zwieńczenie jego ponad dziesięcioletniej pracy, ukazując proces jego ewolucji i dojrzewania, począwszy od subtelnego solisty do kultowego frontmana, stojącego na czele zespołu, grającego podczas swych koncertów potężnie brzmiącą, wielowarstwową muzykę. Aranżacją albumu zajął się Zac Brown, wieloletni współpracownik i partner muzyczny Tycho. Nagrał on partie gitary i basu, napisał też niektóre utwory („Glider”, „Horizon”, „Slack” i „Division”). Na perkusji zagrał Rory O'Connor. Za szatę graficzną odpowiada sam Hansen, jako ISO50. Na początku grudnia 2016 roku album został nominowany do nagrody Grammy w kategorii: Dance/electronic album. Nagroda ostatecznie przypadła albumowi Skin Flume.
Na początku 2019 roku pojawiły się single zwiastujące wydanie piątego albumu studyjnego Tycho, Weather, który ukazał się w lipcu tego samego roku nakładem wytwórni Mom + Pop Music i Ninja Tune. W odróżnieniu od poprzednich albumów artysty miał on bardziej popowy charakter, a w pięciu z ośmiu utworów wystąpiła wokalistka Saint Sinner. Album został nominowany do nagrody Grammy. W 2020 roku ukazał się album Simulcast, pomyślany jako instrumentalna wersja Weather, oraz remiksy do tego ostatniego – Weather Remixes.
30 sierpnia 2024 roku wydany został kolejny album studyjny Tycho, Infinite Health. Zawarty na nim materiał muzyczny oraz wykorzystane instrumenty zwiastowały powrót muzyka do wcześniejszych koncepcji twórczych i produkcyjnych.

## Styl muzyczny
Styl muzyczny Tycho wykazuje wpływ Briana Eno i zespołu Boards of Canada. Jego debiutancki album, Past Is Prologue, stanowił połączenie syntezatorowego chillwave’u z ambientową electronicą i z nieznaczną domieszką glitchowego IDM. Na przełomie I i II dekady XXI wieku Tycho dołączył do rodzącego się ruchu chillwave, który tworzyli tacy artyści jak: M83, Neon Indian i Toro y moi. Styl ten rozwijał, dodając więcej downbeatu do albumu Dive, po czym poszerzył paletę dźwiękową na inspirowanym muzyką dream pop albumem Awake, a jeszcze bardziej na Epoch, do którego wprowadził czyste brzmienie gitary. Podobny styl kontynuował na Weather, gdzie jednak zdecydował się wprowadzić po raz pierwszy partię wokalną, której wykonanie powierzył Hannah Cottrell, występującej pod pseudonimem Saint Sinner. W efekcie powstały piosenki utrzymane w konwencji dream popowej.

## Instrumenty
Tycho jest miłośnikiem i kolekcjonerem starych syntezatorów; spośród nich za swój ulubiony uważa minimoog, nazywając go „Les Paulem syntezatorów”. Na koncertach używa wersji syntezatora Access Virus C. Inne jego ulubione syntezatory to: Korg Mono/Poly, Oberheim Four Voice, produkt firmy Oberheim, Moog Source oraz vocoder Korg VC-10.

## Dyskografia

### Albumy studyjne
- Sunrise Projector (2004)
- Past Is Prologue (2006)
- Dive (2011)
- Awake (2014)
- Epoch (2016)
- Weather (2019)
- Simulcast (2020)
- Infinite Health (2024)